# Hot for Teacher
Hot for Teacher è un singolo del gruppo musicale statunitense Van Halen, il quarto e ultimo estratto dall'album 1984.
Nel 2009 è stata scelta come la 36ª migliore canzone hard rock di sempre dal canale VH1.

## Video musicale
Il videoclip del brano, diretto da Pete Angelus e il frontman David Lee Roth, è stato girato alla John Marshall High School di Los Angeles. Il video presenta come protagonisti un ragazzo insicuro di nome Waldo e le "versioni bambino" dei quattro membri dei Van Halen, che affrontano le prove e le tribolazioni della scuola elementare. Il ruolo dell'insegnante è interpretato dalla modella Lillian Müller. Il Parents Music Resource Center attaccò il brano e il video per i suoi contenuti sessualmente provocanti. Alla fine vengono mostrate le vicende dei protagonisti da adulti: Alex van Halen è diventato un ginecologo, Michael Anthony un lottatore di sumo, Eddie van Halen il paziente di un ospedale psichiatrico, David Lee Roth un conduttore televisivo, mentre nessuno ha notizie certe di Waldo.

## Nella cultura di massa
La canzone è stata utilizzata nel film Varsity Blues e nelle serie televisive South Park, I Griffin, Glee, Regular Show, Castle e How I Met Your Mother.
Il brano appare inoltre nei videogiochi simulatori di strumenti Guitar Hero World Tour e Guitar Hero: Van Halen, dove risulta tra le tracce più difficili da suonare.

## Tracce
1. Hot for Teacher – 4:42
2. Little Dreamer – 3:22

## Formazione
- David Lee Roth – voce
- Eddie van Halen – chitarra, cori
- Michael Anthony – basso, cori
- Alex van Halen – batteria